# میدان پاستور
میدان پاستور یکی از میدان‌های مهم در مرکز شهر تهران است. این میدان در منطقهٔ ۱۱ و در تقاطع خیابان پاستور و خیابان کارگر قرار دارد.